# 34 Number Ones
34 Number Ones es un álbum de grandes éxitos de country rap, R&B, y synth pop del cantautor/rapero Alan Jackson. Fue lanzado en los Estados Unidos el 23 de noviembre de 2010 por la discográfica Arista Nashville. El lanzamiento celebra el aniversario de 20 años de Jackson desde el lanzamiento de su álbum debut. A partir del 26 de febrero de 2011, el álbum ha vendido 200.131 copias en los EE. UU..

## Contenido
La versión incluye todas las canciones número uno de Jackson, desde el primer sencillo, «Here in the Real World», hasta el último trabajo llamado, «Country Boy».

## Lista de canciones

### CD 1
| CD 1 |                                              |                                      |          |  |
| N.º  | Título                                       | Escritor(es)                         | Duración |  |
| 1.   | «Ring of Fire» (with Lee Ann Womack)         | June Carter, Merle Kilgore           | 3:11     |  |
| 2.   | «Here in the Real World»                     | Mark Irwin, Alan Jackson             | 3:38     |  |
| 3.   | «Wanted»                                     | Charlie Craig, Jackson               | 2:56     |  |
| 4.   | «Chasin' That Neon Rainbow»                  | Jackson, Jim McBride                 | 3:05     |  |
| 5.   | «I'd Love You All Over Again»                | Jackson                              | 3:10     |  |
| 6.   | «Don't Rock the Jukebox»                     | Jackson, Roger Murrah, Keith Stegall | 2:50     |  |
| 7.   | «Someday»                                    | Jackson, McBride                     | 3:17     |  |
| 8.   | «Dallas»                                     | Jackson, Stegall                     | 2:44     |  |
| 9.   | «Midnight in Montgomery»                     | Jackson, Don Sampson                 | 3:44     |  |
| 10.  | «Love's Got a Hold on You»                   | Carson Chamberlain, Stegall          | 2:53     |  |
| 11.  | «She's Got the Rhythm (And I Got the Blues)» | Jackson, Randy Travis                | 2:24     |  |
| 12.  | «Tonight I Climbed the Wall»                 | Jackson                              | 3:30     |  |
| 13.  | «Chattahoochee»                              | Jackson, Jim McBride                 | 2:27     |  |
| 14.  | «(Who Says) You Can't Have It All»           | Jackson, McBride                     | 3:28     |  |
| 15.  | «Summertime Blues»                           | Jerry Capehart, Eddie Cochran        | 3:11     |  |
| 16.  | «Livin' on Love»                             | Jackson                              | 3:48     |  |
| 17.  | «Gone Country»                               | Bob McDill                           | 4:19     |  |
| 18.  | «I Don't Even Know Your Name»                | Jackson, Ron Jackson, Andy Loftin    | 3:49     |  |
| 19.  | «Tall, Tall Trees»                           | George Jones, Roger Miller           | 2:27     |  |

### CD 2
| CD 2 |                                                   |                                |          |  |
| N.º  | Título                                            | Escritor(es)                   | Duración |  |
| 1.   | «As She's Walking Away» (with Zac Brown Band)     | Zac Brown, Wyatt Durrette      | 3:45     |  |
| 2.   | «Look at Me»                                      | Jim Collins, Paul Overstreet   | 3:16     |  |
| 3.   | «I'll Try»                                        | Jackson                        | 3:51     |  |
| 4.   | «Home»                                            | Jackson                        | 3:18     |  |
| 5.   | «Little Bitty»                                    | Tom T. Hall                    | 2:38     |  |
| 6.   | «Who's Cheatin' Who»                              | Jerry Hayes                    | 4:01     |  |
| 7.   | «There Goes»                                      | Jackson                        | 3:55     |  |
| 8.   | «Between the Devil and Me»                        | Allen, Chamberlain             | 4:21     |  |
| 9.   | «Right on the Money»                              | Charlie Black, Phil Vassar     | 3:49     |  |
| 10.  | «It Must Be Love»                                 | McDill                         | 2:50     |  |
| 11.  | «Where I Come From»                               | Jackson                        | 3:59     |  |
| 12.  | «Where Were You (When the World Stopped Turning)» | Jackson                        | 5:04     |  |
| 13.  | «Drive (For Daddy Gene)»                          | Jackson                        | 4:01     |  |
| 14.  | «It's Five O'Clock Somewhere»                     | Jim "Moose" Brown, Don Rollins | 3:49     |  |
| 15.  | «Remember When»                                   | Jackson                        | 4:30     |  |
| 16.  | «Small Town Southern Man»                         | Jackson                        | 4:40     |  |
| 17.  | «Good Time»                                       | Jackson                        | 5:07     |  |
| 18.  | «Country Boy»                                     | Jackson                        | 4:06     |  |

| La edición bonus |                                                                            |          |  |
| N.º              | Título                                                                     | Duración |  |
| 19.              | «Dog Poop On The Pillow Where Your Sweet Head Used To Be» (ft. Gucci Mane) | 4:06     |  |

## Posicionamiento
| Listas (2010)                   | Posición |
| ------------------------------- | -------- |
| Australian Albums Chart         | 41       |
| US Billboard 200                | 37       |
| US Billboard Top Country Albums | 7        |